# こみっくがーるず
『こみっくがーるず』は、はんざわかおりによる4コマ漫画作品である。日本の『まんがタイムきららMAX』（芳文社）で、2014年5月号よりゲスト連載開始、同年8月号より正式に連載開始し、2023年4月号まで連載。2018年4月から6月にかけて、AT-X、カンテレ、TOKYO MX他にてテレビアニメが放送された。

## あらすじ
読者アンケートで最下位をとってしまった、4コマ漫画家の萌田薫子。独特のセンスや将来性を見込まれ、現役女子高校生で出版社「文芳社」の漫画雑誌からプロデビューを果たした薫子だが、画力やストーリーは拙く、キャラクターの魅力やリアリティにも乏しいため人気が振るわずにいた。自虐的な性格でメンタルが弱く、才能を独力で伸ばせるタイプではない薫子のことを心配した担当編集者の編沢まゆは、女子漫画家寮への入寮を勧める。
薫子はルームメイトの恋塚小夢や、同い年で活躍している先輩漫画家の色川琉姫、勝木翼と同じ寮で、プロ漫画家としての研鑽を積みながら、同じ女子高校に通うことになる。4人は、編沢の酒飲み友達で学生時代からのオタク仲間たちでもある寮母の花園莉々香や学校教師の虹野美晴から見守られつつも、漫画家であることは隠しつつの学校生活を過ごしたり、互いの仕事をアシスタントとして手伝ったり、ネタ出しや取材に付き合ったりしながら、漫画家としての日常を過ごしてゆく。

## 登場人物
登場人物のうち、現役漫画家の寮生たちは基本的に苗字の頭文字が作品のジャンルを表している。また、キャラクターのクローズアップされるカットにコミック風フレームのカットインが挿入されることがある(メインキャラに限定されない)。

### 主要人物
萌田 薫子（もえた かおるこ）
声 - 赤尾ひかる
本作の主人公で、15歳（連載開始当時）の高校生兼漫画家。ペンネームは「かおす」で、他の寮生や編集者からはペンネームで呼ばれる。4コマ漫画を執筆する。誕生日は4月1日。福島県白河市出身で、実家は和菓子屋を営んでいる。時折挿入されるダイカット風フレームは猫のシルエットでカットインフレームの色と共にシンボルカラーはピンク。
ピンク髪の長い三つ編みで左右にヘアピンをしている。八重歯がある。身長は139.9cmと小柄な体格で、しばしば小学生に間違われる。人見知りが激しく、ネガティブで落ち込みやすい性格だが立ち直りも早い。女性の顔と猫の顔は一度見たら忘れないと豪語しており、変装していてもすぐ見破る。漫画家寮に入るまで、ほとんど友達がいなかった。幼少期は事あるごとに泣いてばかりいる子だったが、絵を描いているときだけは泣き止んでいた。
編沢いわく、芯は強い子。ダメ出しやボツが続いて泣いて帰っても、数日後には新作を持ってくる。眼鏡の似合う大人の女性への憧れが強いが、自分が眼鏡をかけることには抵抗がある。動揺すると「あばばばば」という口癖が出る。独特なセンスの持ち主。琉姫に憧れており、尊敬してもいる。動物に好かれる性質で、実家では猫と一緒に暮らしていた。嫌いな食べ物が多い。オタク趣味を持っており、秋葉原に行った時やインターネットに投稿する時はテンションが上がる。琉姫の漫画を見て真っ赤になるほどウブだが、翼の裸や琉姫に押し倒される小夢を見て興奮するなど、オタクゆえにややおっさんくさいところがある。水道橋高校に通っており、琉姫や翼とクラスメイトになる。中学時代までは勉強が得意であった。
いつもタブレットPC（Wacom Cintiq Companion）で作画しているため、紙の原稿用の画材には詳しくなく扱いも不得手だが、パソコンの操作やデジタル作画には詳しい。
過去に海で溺れた為、海が苦手(と云うより怖い)。
恋塚 小夢（こいづか こゆめ）
声 - 本渡楓
薫子のルームメイトの、少女漫画家。ペンネームは「恋スル小夢」。誕生日は3月3日。明るく社交家で気分転換が上手く、「漫画家には珍しいタイプ」とよく言われている。担当さんに指摘されるほどマイペースな性格。ダイカットフレームは四弁の花柄でカットインフレームにブラシがかかっていることも多い。イメージカラーはオレンジ。
男の子のキャラクターを描くのは苦手だが、後に翼をモデルにして描くようになり克服する。翼に憧れており、彼女に関することがあると恥じらいの態度を見せる。極度の甘い物好きだが、体重のことを気にしている。小柄でややぽっちゃりした体型。4人の中では胸も大きめであることから、初のサイン会を控えた琉姫に「爆乳♥姫子」の代役を頼まれたことがある。人の身体に少し触っただけでサイズがわかる特技を持つ。ファッションに詳しく、コーディネートやヘアアレンジも得意で、薫子や美姫の髪をセットしていることもある。勉強は苦手で追試を受ける程の学力である。風邪を引いたことがない。実家は埼玉にある、「パティスリーこいづか」という名前のお菓子屋。
色川 琉姫（いろかわ るき）
声 - 大西沙織
薫子・小夢の先輩漫画家。翼からは「るっきー」と呼ばれていて、小学生からの付き合い。誕生日は12月24日。ダイカットフレームのデザインはウサギで小夢と同じくカットインフレームにはブラシがかかっていることも。イメージカラーはパープル。
ペンネームは「爆乳♥姫子」。担当編集者につけられた名前だが、本人はペンネームとは正反対の貧乳でコンプレックスを持っているため名前負けしている。スレンダーな長身。漫画を描く時や授業時には時々眼鏡を着用する。恥ずかしがり屋で自称ピュアだが徹夜明けなど疲れている時、本人の意志とは関係なく妙に色っぽくなり周囲をざわつかせたり、破廉恥な妄想をするなどむっつりスケベな部分がある。本人はほのぼのとした動物ものを描きたがっているが、どんなものでも描くとなぜか大人っぽくなる画風を買われ、家族には内緒でティーンズラブ漫画を執筆している。
初コミックスのタイトルは「くんずほぐれつランデブー」。人気作品で、この作品の発売を記念したサイン会をした。
可愛いものが好きで、ベッドや机にウサギのぬいぐるみを置いている他、幼児体形である薫子を可愛がっており、お気に入りのぬいぐるみを抱かないと寝られないのに彼女を抱くと眠れたり、薫子の水着やコスプレを連写するほど。極度の機械音痴でありパソコンの使い方を知らなかったが、薫子に教えてもらって以来少し上達している。旧型の携帯電話を使っているためグループトークに参加できず、翼の手を借りていたが、後に機種変更している。高校2年生に進級してから学級委員長に就任した。
説明上手で口がうまく、翼が漫画活動や入寮を親に反対されたときに説得したり、帰省した際にフォローしたりしている。考えがまとまらない時、料理に没頭する癖がある。
成績は優秀で、テスト前には薫子たちの勉強の面倒を見ている。
頼られることに喜びを感じるタチで、張り切りすぎて時々暴走することがある。
昔から運動嫌いで、体力にはあまり自信がない。
勝木 翼（かつき つばさ）
声 - 高橋李依
琉姫と同室の少年漫画家。琉姫からは「つーちゃん」と呼ばれており、あすかからは「つー」と呼ばれている。ボーイッシュな外見で半眼。身長は158cm。学校では制服はスカートのみ穿き、トップスには私服のTシャツとパーカーを着ている。ダイカットフレームのデザインはダイヤ型ひし形。カットインフレームは時折黒のカラスペンフレーム風に書かれていることがありそれ以外の時のカットインフレームはイメージカラーと同じライトシアン。
ペンネームは「ウィング・V」で、漫画の題名は「暗黒勇者」。誕生日は5月4日。一見クールな性格で中二病的な口調だが、漫画に関することがあるとテンションが上がる。漫画に対する拘りは人一倍であり、執筆に集中すると自分の作品のキャラクターになりきるほどの情熱家。ネームや下絵のコピーも大切にしており、処分するように言われると落ち込む。描いている漫画の主人公に感情移入するため、毎日の食事に気をつかったり欠かさずトレーニングしていたりする。スポーツが得意。高校入学前から、女子にモテて告白されることも多い。ファッションには無頓着で、女の子らしい可愛い服を着ると無気力になる。猫が苦手。実家は豪邸で、お嬢様育ち。漫画を嫌っている母親が苦手で、陰で「ヤツ」「大魔王」と呼んだり自分の作品で敵役や悪役のモデルにしたりしている。帰省する時はウィッグを使って髪型をロングヘアーに変える。
授業中に漫画のネームを描いたり、目の描かれたアイマスクをつけて居眠りしたりすることが多い。
ウィング・Vの正体が女であることを知られてはいけないと編集さんから言われているため、サイン会などでの顔出しはできない。しかし美晴には正体を知られてしまっている。
自分の作品の主人公になりきるときにつける眼帯は、あすか先輩から譲り受けたもの。
気前が良く、時々お菓子の差し入れをしたり、出かけた際に奢ったりしていることがある。
困っている人を放っておけない性格だがデリカシーに欠けている部分があり、琉姫によく怒られたりつっこまれたりしている。
病院が嫌い。

### その他の人物
花園 莉々香（はなぞの りりか）
声 - 遠藤綾
文芳社女子まんが家寮の寮母。誕生日は5月14日。身長は163cm。常時眼鏡を着用。左利き。元百合漫画家で、薫子達と同じ寮に住んでいた。当時のペンネームは「園田リカ」。女の子同士が仲良くしているところを見るのが好きであり、寮生のことを記した寮母ノートを持ち歩いている。
寮生には細かいところまで気を配っており、親切。小夢に勝手に「りーちゃん」とあだ名で呼ばれてもニコニコしている。
琉姫がサイン会をすることになったときは、当日にメイクとスタイリストを担当した。
料理が得意。
水道橋高校OGで、当時は漫画研究部に所属していた。初めての持ち込みでいきなりデビューが決まった。
たくさん飲んで酔っても記憶はしっかり残るタイプ。
編沢 まゆ（あみさわ まゆ）
声 - 津田美波
莉々香と美晴の後輩で薫子の担当編集。誕生日は7月10日。眼鏡をかけている。髪型はボブカットで、身長は152cm。服装はパンツスタイルが多い。25歳。
厳しいというより嘘がつけない性格故に、薫子が落ち込みやすいことを知っていながらもダメ出しやアンケートでのクレームをそのまま全部読んで薫子をヘコますことが多い。お世辞が言えない性格だが、なにかと薫子のことを心配する心優しき女性。実は元漫研部員で絵は上手くないのだが、薫子に似ていると指摘されると否定する程プライドが高い。
眼鏡にはこだわりがあり、伊達眼鏡が嫌い。
水道橋高校OGで、当時は漫画研究部に所属していた。
実は薫子以上にネガティブなところがあり、一度悪いほうに考え出すとしばらく抜けられなくなる上に酔うと泣き上戸になる為、薫子にダメ出ししたことを後悔したこともある。
最近の趣味はダーツ。マイダーツを購入し、仕事帰りに通っている。
虹野 美晴（にじの みはる）
声 - 七瀬彩夏
莉々香の元同級生。誕生日は11月13日。莉々香には「みはるん」と呼ばれている。薫子・琉姫・翼の担任の先生。担当教科は日本史。身長は157cm。後頭部にリボンをしている。学校内では真面目で厳しい教師を装っているが、内面は子供っぽい性格。元々オタク気質で、二次元の少年の短パンや膝小僧が大好き。腐女子気質もある。雑誌などに投稿するときのペンネームは「nijiko」。コスプレイヤーでもある。
水道橋高校OGで、当時は漫画研究部に所属していた。
暗黒勇者の大ファンであり、翼が作者だと知ってからは彼女を応援するようになり、翼の母親が漫画家を辞めさせようとした時も必死で止めたほど。
視力は1.5で良好。眼鏡に憧れている。
実家に住んでいる。
童顔で、すっぴんで制服を着ると現役高校生で通るくらい幼い見た目になる。
怖浦 すず（ふうら すず）
声 - 上田麗奈
薫子たちの1学年先輩のホラー漫画家。通称フーラ先輩。ペンネームは不明。誕生日は7月26日。普段は目が前髪で隠れているが、色白で素顔は美形、スタイルも良い。身長は160cm。他人を脅かすのが趣味で、琉姫や翼からは恐れられている。当初は薫子も怖がっていたが、素顔が琉姫に似ていたため、後に打ち解けた。
琉姫いわく「変わり者だけど悪い人ではない」。漫画やイラストのことを教えるのが上手い。かまってちゃんだが、友好的というよりまともに扱われるよりも怖がられる方が好き。青森県出身。
事情があって休学していた。
ルームメイトのあすかが不在がちなこともあり、部屋はドクロなど恐ろしいもので完全にすずの趣味に走っている。
寂しがりやで、部屋に人を呼ぶのが好き。
お菓子を作るのが得意で、薫子たちによく振舞っている。
あすかとはデビューも入寮も同時期の同期で、あすかを姉のように慕っている。
普段から手が冷たい。
洋服は通販で購入している。
アニメでは、主要キャラ4人が話したり集合写真を撮ったりしているとき、脅かしたい為に窓などから覗いていることがある。
原作では、旅行にこっそりついてきて押入れに隠れていた（宿泊料金はきちんと払っている）。
アニメでは寮の屋根裏部屋に住んでいる。
にゃおす
声 - 赤尾ひかる
寮で飼育されている子猫。ペット禁止だが莉々香の部屋で外部には内緒で飼育されている。
莉々香お手製のベレー帽を被っており、寮生からはにゃおす先生と呼ばれている。
耳としっぽの先がピンクで、全体は白い。
元々は野良猫であったが仲間とはぐれてしまっていた（薫子曰く「あばばばしていた」）ところを薫子に保護された。
動揺すると薫子のように「にゃばばば」と鳴く。
史倉 あすか（ふみくら あすか）
すずのルームメイト。すずには「あーちゃん」と呼ばれている。20歳過ぎ。酒好き。長身で貧乳、ショートヘア。戦国時代をテーマとした人気漫画「北の龍リターンズ」を執筆している。本名で活動している。漫画の取材に行っていたが、現地の人と意気投合した結果、寮に戻ることを忘れて現地に住んでいた。自由奔放でさっぱりした性格で、置き手紙だけ残していつの間にかいなくなっていることが多い。。翼にとっては師匠に該当する人物であり、過去に翼は彼女のアシスタントをやっていた。
すずのことをとても可愛がっている。
取材旅行と称して寮の部屋を長期間空けたことがあったが、取材が落ち着いて戻ってきた。
色川 美姫（いろかわ みき）
声 - 木野日菜（きららファンタジア）
第4巻から登場。琉姫の妹。初登場時は中学3年生。ペンネームは「Miki」。誕生日は9月6日。
髪型はツインテールで、身長は144cm。姉に憧れて薫子達と同じ寮に入った。魔法少女がテーマのファンタジー漫画を執筆する。純粋無垢な性格で、むっつりスケベな姉とは異なり本物のピュアであり、姉の琉姫が大好きすぎて、琉姫の親友である翼に苦手意識や嫉妬の感情を持つシスコンであるが翼から姉がティーンズラブの漫画を描いていたことを知り、幻滅してしまう。先輩である薫子と行動することが多いため、彼女と親しくなった。
夜更かしが苦手。
女の子のアイドルグループが好き。
琉姫以上の機械音痴。
薫子たちと3人で部屋を使っていたが、くりすが入寮して以来はくりすと同室で生活する。
端本 文子（はしもと ふみこ）
単行本4巻の30頁で本名が判明。
寮生で、小夢の友達。通称ぶんちゃん。もんちゃんと一緒に登場する。髪を両耳の下で結んでいる。もんちゃんより背が高い。ポエムノートをつけており、片思いの切ないモノローグを描くのが得意。
手や指を描くのが得意。
隅谷 もと子（すみたに もとこ）
単行本4巻 30頁で本名が判明。
寮生で、小夢の友達。通称もんちゃん。ぶんちゃんと一緒に登場する。オンザ眉でボブカット。
二次元にしか興味がない。乙女ゲー好き。突飛な設定のラブコメを描くのが得意。
鎖骨が好き。
ランさん
本名、ペンネーム、年齢不詳(高校は卒業している年齢)。寮生。ぶんちゃんともんちゃんがアシスタントをしている。
単行本3巻で初登場。
原稿はアナログでペン入れしてから線画を取りこんでデジタルで仕上げてる。
お洒落で色っぽい美人だが、見た目に反して交際経験はない。
交際、恋人、大人の色気などの話を振ると怒り出す。
少々言葉が荒い。
作中では怒っていたりキツそうに描かれることが多いが、ぶんちゃん＆もんちゃんとの関係は良好で、退寮することになったときに泣きつかれている。
人気のある少女漫画家で、そこそこ収入がある。
退寮後は寮のすぐ近くで一人暮らしを始めることが決定していて、ぶんちゃん＆もんちゃんにはアシスタントを続けてもらう予定。
私部 くりす（わたしべ くりす）
第5巻から登場。中学3年生。徳島県出身。美姫より4ヶ月遅れて、夏から入寮した。エッセイ漫画家で、デジタルで作画している。左利き。ネット投稿で漫画家デビューしていて、その後もネットで連載している。
SNSを使いこなしており、動画サイトの勉強もしている。
コミケで薫子と知り合い、一緒に写真を撮った。このときのことを漫画にして投稿したところデビューが決まったため、薫子を福の神と呼んでいる。
周囲の人に独自にあだ名をつけるのが好きで、小夢を「こゆこゆ先輩」、翼を「ブイセンセ」と呼ぶ。
人気コスプレイヤーで、スタイルが良い。
自分の入寮祝いパーティを自分で企画するほどパーティー好き。物怖じしない性格で、初対面の人だらけの寮で自分のパーティーで自作のラップを披露する。
機転が利き、仕事ができる人。美姫曰く「新人らしくない｣。
大きなぬいぐるみが好き。
初登場時は猫をかぶっていたがいたずらが大好きで、美姫によくちょっかいを出している。
萌田 よしはる（もえた よしはる）
薫子の父親。職業は和菓子職人。
薫子にとっての男らしさの象徴。
萌田 はる子（もえた はるこ）
声 - 能登麻美子
薫子の母親。年齢は秘密。身長は薫子より高いが、まゆが薫子と間違える程幼い容姿をしていて薫子と似ている。
普段、和服を着ている。
温厚な性格で、かなりの親バカ。薫子にはファンレターを出している。
アニメでは、ハワイのビーチで琉姫や翼の著作を読んでいる（「こみっくがーるず TVアニメ公式ファンブック〜まんが家寮へようこそ！〜」より）。
薫子の友人の寮生を「〇〇ちゃん先生」と呼ぶ。
小夢の母親
小夢が編集さんに入寮を勧められたときに電話で話している。入寮を「楽しそうね」と言ってあっさり許可する。
翼の父親
声 - 柳田淳一
会社の社長。翼の母親曰く、翼の描いた漫画を買っている。
いわゆるロマンスグレーの年配男性。
翼の母親
声 - 川澄綾子
髪をアップにしている。普段眼鏡はかけていないが、少し目が悪い。翼を溺愛しているが、翼に理想の娘像を押し付けたり漫画を描くことを咎めたりしたため、翼には反発されている。
慇懃無礼な性格。琉姫には「すごく厳しい」と評されている。
一見厳格な人物だが、少々抜けたところがあり、だまされやすい。
実は翼の描いた漫画を読んでおり、自分が暗黒魔王のモデルにされていることを見抜いている。
琉姫に対して信頼が厚い。
翼の兄
声 - 三浦勝之
原作では第5巻時点で、翼の回想シーンのみの登場。子供の頃、少年漫画をよく読んでいた。
ゆっちゃん
声 - 石上静香
小夢のデビュー当時からの担当さん。本名は「優子（ゆうこ）」。打ち合わせ時は友達同士で盛り上がりながら話している。気さくで優しく、明るい人柄。担当さんが交代したとき、隣のフロアに異動する。
涼香（りょうか）
小夢の担当さん。ゆっちゃんの後任。クールな性格で、引継ぎ時はゆっちゃんと小夢の打ち合わせの仕方を知って少し引いていた。小夢曰く「仲良くなるのに少し時間がかかりそう」。一見そっけないが、小夢の作品をよく読んでおり、今後まで見据えたアドバイスをしている。
琉姫の担当
琉姫が持ち込みをした後に紹介される形で引き合わされた現担当編集者。名前は明かされていない。美人で色っぽい女性。Sっ気があり、琉姫に現在のペンネームを付けた張本人。
ふわとろホイップ
女の子7人組のアイドルユニット。4巻に登場。
アニソンも歌っている。
薫子、小夢、美姫がファンで、薫子と美姫がコンサートに行っている。
現在名前が判明しているメンバーはユミ、ミカ、みのり、星乃川。

## 作中作品
プリティ☆プロジェクト
薫子のお気に入りの、人気アニメ。第2期まで放送された。通称プリプロまたはプリ☆プロ。
るかにゃん
本名は姫乃川琉歌(ひめのかわるか)。声優は小西さおり(架空の人物)。大人びた美人のキャラ。容姿が似ている琉姫とは対称的で胸が大きいのがコンプレックスで補正下着で抑えている。薫子が特に気に入っているキャラクターで、後にこのキャラクターをメインにした漫画を描いている。
くらら
コミケでくりすがコスプレしている。子供にも優しいという設定の、かわいらしい美人。
暗黒勇者
翼の代表作であり人気作。アニメ化が決定した。
主人公のモデルは翼自身、魔王のモデルは翼の母親。

## 書誌情報

### 単行本
- はんざわかおり 『こみっくがーるず』 芳文社〈まんがタイムKRコミックス〉、全9巻[75]
  1. 2015年5月12日初版発行（4月27日発売）、ISBN 978-4-8322-4566-2
  2. 2016年5月12日初版発行（4月27日発売）、ISBN 978-4-8322-4687-4
  3. 2017年7月12日初版発行（6月27日発売）、ISBN 978-4-8322-4849-6
  4. 2018年4月11日初版発行（3月27日発売）、ISBN 978-4-8322-4931-8
  5. 2019年5月10日初版発行（4月25日発売）、ISBN 978-4-8322-7085-5
  6. 2020年5月12日初版発行（4月27日発売）、ISBN 978-4-8322-7187-6
  7. 2021年4月10日初版発行（3月26日発売）、ISBN 978-4-8322-7263-7
  8. 2022年4月9日初版発行（3月25日発売）、ISBN 978-4-8322-7355-9
  9. 2023年4月11日初版発行（3月27日発売）、ISBN 978-4-8322-7447-1
- はんざわかおり 『こみっくがーるず画集 〜あばばーさりー！〜』 芳文社〈まんがタイムKRコミックス〉、2023年3月27日発売[75]、ISBN 978-4-8322-7452-5

### 関連書籍
- 『こみっくがーるず　アンソロジーコミック』2018年5月11日初版発行（4月26日発売[75]）、ISBN 978-4-8322-4941-7
- 『こみっくがーるず TVアニメ公式ファンブック〜まんが家寮へようこそ！〜』2018年7月2日発売[75]、ISBN 978-4-8322-4959-2

## かおす先生のアトリエ探訪〜きらら漫画のつくり方〜
はんざわかおりによるレポート漫画『かおす先生のアトリエ探訪〜きらら漫画のつくり方〜』が、『まんがタイムきららMAX』（芳文社）2016年3月号から2018年2月号まで、不定期連載という形で連載された。全7話。『こみっくがーるず』の主要登場人物である萌田薫子こと「かおす先生」が、自分の作品作りの参考にするため、担当編集者である編沢まゆやその他の登場人物に連れられて『まんがタイムきらら』系列誌で作品を連載している実在の漫画家の仕事場（アトリエ）を取材し、実在の漫画作品を引き合いに漫画の描き方についてインタビューを行うという、メタフィクション的な体裁で描かれている。『こみっくがーるず』本編とは異なり、4コマではなく通常のコマ割りがされている。
登場する実在の漫画家は、まんがタイムKRコミックス単行本の「作者近影」欄に描かれている自画像のキャラクターで登場しており、人間ではないキャラクターを自画像として登場させている漫画家もそのビジュアルで登場する。不定期連載の第1話に登場したくろば・Uによれば、実際にははんざわかおりとその編集者が、登場する漫画家の仕事場まで足を運んで取材をしているものの、現実のやり取りがそのまま漫画になるわけではないという。各エピソードの最後では「かおす（薫子）に何か一言言うとしたら?」という質問への回答が、登場する漫画家から薫子に対する台詞として描かれる。
連載の内容は、本編単行本の最終巻と同時発売された書籍『こみっくがーるず画集 〜あばばーさりー！〜』に収録された。

## テレビアニメ
『まんがタイムきららMAX』2017年8月号（2017年6月19日発売）でテレビアニメ化が発表され、2018年4月から6月にかけてTOKYO MXほかにて放送された。
第5話では『わかば*ガール』（同じくNexusが制作を担当）から小橋若葉、時田萌子、黒川真魚、真柴直の4人の主要キャラクターがカメオ出演し、担当声優もテレビアニメ放映時と同じであったが、EDクレジットではキャラクター名ではなく女子高生と表記されていた。
作品内エピソードは原作の時空列を適度にシャッフルして構成され、にゃおす先生が1話ラストから登場している。
作中登場する琉姫の作品の表現のために原稿協力としてTL作家の市川るきが参加している。
キャラクターが訪ねた実在の店舗内の写真が背景画像として登場したりしている事がある(animate+・世界堂など)。
全話を通してDELETERが取材協力としてクレジットされている。
第11・12話は原作にはない、寮の建て替えを伴ったオリジナルストーリーとなっている。

### スタッフ
- 原作 - はんざわかおり
- 監督 - 徳本善信
- シリーズ構成 - 高橋ナツコ
- キャラクターデザイン・総作画監督 - 齊藤佳子
- 助監督・プロップデザイン - 中西和也
- 美術監督 - 田尻健一
- 色彩設計 - 田中直人
- 撮影監督 - 廣岡岳
- 編集 - 坪根健太郎
- 音響監督 - 明田川仁
- 音楽 - 末廣健一郎
- 音楽制作 - アーティスト・マネージメント・オフィス
- 音楽プロデューサー - 岡田こずえ
- プロデュース - 小倉充俊
- プロデューサー - 前坂栄司、小林宏之、菊地洋平、兼光一博
- アニメーションプロデューサー - 中村浩士
- アニメーション制作 - Nexus
- 原稿協力 - はんざわかおり、中西和也、市川るき
- 製作 - こみっくがーるず製作委員会（マイシアターD.D.、芳文社、ソニー・ピクチャーズ エンタテインメント、GOODSMILE FILM、創通、フロンティアワークス、中外鉱業、TOKYO MX、関西テレビ放送、BS11、AT-X）

### 主題歌
歌唱は主要人物のキャスト（赤尾ひかる、本渡楓、大西沙織、高橋李依）による「こみっくがーるず」が担当。
「Memories」
オープニングテーマ。作詞は杉坂天汰、作曲は杉坂天汰とAWOKI、編曲はAWOKI。
「涙はみせない」
エンディングテーマ。作詞・作曲・編曲はmikito。

### 各話リスト
| 話数   | サブタイトル                              | 脚本       | 絵コンテ          | 演出              | 作画監督                            |
| ------ | ----------------------------------------- | ---------- | ----------------- | ----------------- | ----------------------------------- |
| 第1話  | アンケート ビリですか!?                   | 高橋ナツコ | 徳本善信          | 徳本善信          | 野田康行                            |
| 第2話  | 今日から学校でした                        | 待田堂子   | 中西和也 徳本善信 | 宮西哲也 明珍宇作 | 明珍宇作                            |
| 第3話  | プニプニポヨンですね                      | 横手美智子 | 高島大輔 徳本善信 | 高島大輔          | 北原大地                            |
| 第4話  | くんずほぐれつランデヴー                  | 高橋ナツコ | 中西和也 徳本善信 | 徳本善信          | 野田康行                            |
| 第5話  | 編沢さんコスプレするんですか?             | 花田十輝   | 中西和也          | 中西和也          | 中西和也                            |
| 第6話  | 丸刈りにしてきます                        | 待田堂子   | 徳本善信 宮西哲也 | 明珍宇作          | 明珍宇作                            |
| 第7話  | ここは天国ですか!?                        | 花田十輝   | 渡邊政治          | 高島大輔          | 北原大地                            |
| 第8話  | わんにゃんにゃんわんまつり                | 高橋ナツコ | 高島大輔 徳本善信 | 徳本善信          | 野田康行                            |
| 第9話  | かおスパイラル                            | 待田堂子   | 渡邉政治          | 明珍宇作          | 明珍宇作                            |
| 第10話 | みちるばっかり愛されてずるい              | 横手美智子 | 中西和也          | 中西和也          | 中西和也                            |
| 第11話 | 人生のピークがきたんです                  | 待田堂子   | 高島大輔 徳本善信 | 高島大輔          | 北原大地                            |
| 第12話 | いってらっしゃいませ 立派な漫画家さまたち | 高橋ナツコ | 徳本善信          | 徳本善信          | 齊藤佳子 野田康行 明珍宇作 北原大地 |

### 放送局
| 放送期間               | 放送時間                     | 放送局     | 対象地域   | 備考                                 |
| ---------------------- | ---------------------------- | ---------- | ---------- | ------------------------------------ |
| 2018年4月5日 - 6月21日 | 木曜 23:00 - 23:30           | AT-X       | 日本全域   | 製作参加 / CS放送 / リピート放送あり |
|                        | 木曜 23:30 - 金曜 0:00       | TOKYO MX   | 東京都     | 製作参加                             |
|                        |                              | BS11       | 日本全域   | 製作参加 / BS放送 / 『ANIME+』枠     |
| 2018年4月6日 - 6月22日 | 金曜 2:25 - 2:55（木曜深夜） | 関西テレビ | 近畿広域圏 | 製作参加                             |

| 配信期間               | 配信時間           | 配信サイト |
| ---------------------- | ------------------ | --- |
| 2018年4月6日 - 6月22日 | 金曜 12:00 更新    | dアニメストア |
|                        | 金曜 23:00 - 23:30 | ニコニコ生放送 |
| 2018年4月9日 - 6月25日 | 月曜 0:00 更新     | AbemaTV Amazonプライム・ビデオ Google Play YouTube HAPPY!動画 J:COMオンデマンド ビデオパス みるプラス PlayStation Video Rakuten TV TSUTAYA TV アニメ放題 U-NEXT あにてれ ゲオTV ニコニコチャンネル バンダイチャンネル ふらっと動画 GYAO!ストア GYAO! ひかりTV |

| 配信期間               | 配信時間        | 配信サイト   | 対象地域 | 備考                     |
| ---------------------- | --------------- | ------------ | -------- | ------------------------ |
| 2018年4月5日 - 6月21日 | 木曜 23:00 更新 | ビリビリ動画 | 中国大陸 | 中国語（簡体字）字幕あり |

### BD / DVD
| 巻  | 発売日         | 収録話          | 規格品番  | 規格品番  |
| 巻  | 発売日         | 収録話          | BD        | DVD       |
| --- | -------------- | --------------- | --------- | --------- |
| 1   | 2018年6月27日  | 第1話 - 第2話   | BJS-81288 | JDD-81288 |
| 2   | 2018年7月25日  | 第3話 - 第4話   | BJS-81289 | JDD-81289 |
| 3   | 2018年8月29日  | 第5話 - 第6話   | BJS-81290 | JDD-81290 |
| 4   | 2018年9月26日  | 第7話 - 第8話   | BJS-81291 | JDD-81291 |
| 5   | 2018年10月24日 | 第9話 - 第10話  | BJS-81292 | JDD-81292 |
| 6   | 2018年11月28日 | 第11話 - 第12話 | BJS-81293 | JDD-81293 |
| BOX | 2021年4月1日   | 第1話 - 第12話  | BPBQ-1260 | -         |

## ゲーム
きららファンタジア
「まんがタイムきららシリーズ」のキャラクターが多数登場する、 ドリコムによるスマートフォン向けアプリゲーム。
「こみっくがーるず」からも複数のキャラクターが登場する予定であることが2018年4月21日にAbemaTVにて放送された特番である「放課後！謎解きららファンタジア」にて告知された。